# Mondat (nyelvészet)
A mondat olyan grammatikai fogalom, amelynek nincs kielégítő meghatározása, hanem csak különböző szempontokból megfogalmazott definíciókísérletek vannak. Ilyenek egyik megszámolása 220-ig jutott.
Három főbb szempontból a mondat meghatározásai a következők:
- Formális megközelítés szerint a mondat a legnagyobb olyan szintaktikai egység, amelyet semmiféle grammatikai szabály szerint sem lehet beágyazni egyetlen más szintaktikai egységbe sem.[2]
- Logikai szempontból a mondat a topik (más néven a téma) és a predikátum (más néven a réma vagy a komment) fogalmak szerint határozható meg. Általában egy mondat mindkettőből áll: az, amiről szó van (a topik), és az, amit a előzőről állít a beszélő (a predikátum), de van csak topikból vagy csak predikátumból álló mondat is.[3]
- Funkcionális megközelítésben a mondat a beszédfolyam olyan egysége, amely egyrészt önálló és lezárt, másrészt pedig a diskurzusba/szövegbe szerkesztett, azaz kapcsolatban áll a beszédelőzménnyel, ehhez hozzáad valamit, és a következő beszédegységekkel is kapcsolatban van.[4]

## Mondattípusok
A hagyományos mondattan szerint két mondattípus különböztethető meg elsősorban: a mondategység és az összetett mondat. Továbbá a mondategység lehet egyszerű mondat, azaz összetett mondaton kívül létező, vagy tagmondat összetett mondatban.

### Az egyszerű mondat típusai
Az egyszerű mondatokat lehet tartalmuk és kommunikatív rendeltetésük (a beszélő szándéka) szerint, logikai minőségük szerint és szerkezetük szerint csoportosítani. Egy konkrét egyszerű mondat a különféle kritériumok közül többnek is megfelelhet.

#### Tartalma és kommunikatív rendeltetése szerint
A mondatok tartalma és a beszélő kommunikációs szándéka szorosan összefügg. A beszélő érzelmet vagy akaratot (tartalom) felkiáltó vagy óhajtó mondattal fejez ki (szándék), ismeretet vagy akaratot (tartalom) kijelentő vagy felszólító mondattal közöl (szándék), illetve kérdő mondattal (tartalma kérdés) érdeklődik (szándék). Ezek szerint típusokként megkülönböztethető a kijelentő, a felkiáltó, az óhajtó, a felszólító és a kérdő mondat, pontosabban aszerint, hogy mely tartalmi és kommunikatív vonás a domináns bennük.
Ezek a mondattípusok egyben a fő modalitások megnyilatkozási formái is, másként kifejezve mindegyik mondattípusnak van egy modális alapértéke. Ezen kívül a mondat egyéb modalitásokat is kifejezhet különféle nyelvi eszközökkel. Például egy olyan mondatnak, mint Miklós sétál, modális alapértéke a kijelentés, de egy olyan más mondat beleiktatása, mint azt hiszem, hozzáadja mellékmodalitásként a bizonytalanságot.

##### A kijelentő mondat
Ez a mondattípus egyszerűen valósként mutat be cselekvést, történést vagy állapotot, valósként ír le valamit. Tipikusan kijelentő módú állítmánya van. Példa: A kert végében szunnyad a kút (Sütő András: Anyám könnyű álmot ígér).
Van feltételes kijelentő mondat is, amely mellékesen fejez ki óhajt (Péter szeretne olvasni), szerénykedést, bizonytalanságot, udvariasságot (Megemlíthetném még azt is…).
A magyar nyelvben egyéb, prozódiai ismérvei ennek a mondattípusnak a közepes hangfekvés és hangerő, a nyugodt, egyenletes, ereszkedő hanglejtésforma.

##### A felkiáltó mondat
A kijelentő mondat felkiáltó mondattá válhat, amikor a beszélő indulatosan fejez ki érzelmet úgy, hogy olyan prozódiai elemeket alkalmaz, mint erősebb nyomaték, magasabb vagy mélyebb hangfekvés, esetleg szeszélyes vonalú hanglejtés. Írásban felkiáltójel van a végén: Esik a hó! Hozzájárulhat indulatszó (Ejnye, de ügyetlen vagy!) sőt, indulatszó magában is felkiáltó mondatszó lehet: Jé!, Ah!, Jaj!
Vannak kérdő mondatra hasonlító felkiáltó mondatok is, bizonyos kérdőszók révén: Hogy nézel ki! Más nyelvekben is használnak kérdőszókat erre a célra, de ilyen mondatra szakosodott szavak és szókapcsolatok is vannak:
- (franciául) Comme je l’aime ! ’Jaj, mennyire szeretem!’; Que de fois je suis passé par là ! ’De sokszor jártam arrafelé!’;[6]
- (szerbül) Ala smo se lepo proveli! ’De szépen múlattuk az időt!’, Ama čoveče, slušaj me! ’Hallgass már meg, jóember!’, Ma nemoj! ’Na ne!’, Ta vi se šalite! ’Dehát maga viccel!’[7]

##### Az óhajtó mondat
Az óhajtó mondat kívánságot, vágyat fejez ki, amely lehet megvalósulható (Csak sütne már a nap!) vagy megvalósulhatatlan: Bár ne jött volna el hozzánk! Állítmánya tipikusan feltételes módú, gyakran van benne kívánságot kifejező partikula (bár, csak, bárcsak) vagy indulatszó, és prozódiailag a felkiáltó mondatra hasonlít.

##### A felszólító mondat
Ez a mondattípus a beszélő akaratát fejezi ki azzal a céllal, hogy a hallgató vagy egy harmadik személy ennek megfelelően járjon el. Lehet szó parancsról (Sorakozz! – Gerelyes Endre: Ki vagy), kérésről (Ide figyelj, fiam! – Gerelyes: id. mű), tanácsról, buzdításról (Vegyen belőle nyugodtan!), tiltásról (Csak ne olvassa el!), megengedésről (Hadd fusson egy kicsit!)
A magyarban jellegzetesen az ige felszólító módja fejezi ki a felszólítást (előző példák), olykor a főnévi igenév: Ebédhez felkészülni! (Gerelyes: id. mű). Erőteljes felszólítást fejez ki a kijelentő mód jelen idejű állítmány (Ma nem mész sehova!), amely kérdő alakban még szigorúbb: Mész innen azonnal?.
Egyéb nyelvekben ezeken kívül más igealakok is kifejezhetik a felszólítást:
- második személynek szóló:
  - kijelentő mód jövő idő: (franciául) Tu vas te taire ! ’(El)hallgass!’ (szó szerint ’El fogsz hallgatni!’);[9]
  - kötőmód jelen idő: (románul) Să citești! ’Olvass!’ (szó szerint ’Hogy olvass!’);[10]
  - kijelentő mód múlt idő: (szerbül) Da se nisi makao! ’Ne mozdulj!’;[11]
- harmadik személynek közvetített:
  - kötőmód jelen idő: (franciául) Qu’il sorte ! ’(Ő) menjen ki!’,[9] (románul) Să plece imediat! ’(Ő) azonnal menjen el!’;[12]

Prozódiai szempontból ezt a mondattípust a kijelentő mondatéhoz képest többé-kevésbé nagyobb hangerő és az elöl meredekebben eső hanglejtés jellemzi.

##### A kérdő mondat
A kérdő mondattal a beszélő meg akar tudni valamit, azzal a felszólító mozzanattal, hogy válaszadásra hív fel. Három féle ilyen mondat van: eldöntendő, választó és kiegészítendő.
Az eldöntendő kérdő mondat „igen” vagy „nem” választ kér. Egyes esetekben csak a hanglejtés különbözteti meg a kijelentő mondattól, írásban pedig a kérdőjel: Elolvastad a könyvet? Más esetekben kérdő partikula teszi ezt, és akkor a hanglejtés hasonlít a kijelentő mondatéra:, Elolvastad-e a könyvet?, Ugye elolvastad a könyvet? Egy olyan nyelvben, mint például a szerb, kötelező kérdő partikulát használni eldöntendő kérdésben: Spavaju li deca? vagy Da li deca spavaju? ’Alszanak-e a gyerekek?’, Zar deca ne spavaju? ’Hát nem alszanak a gyerekek?’.
A választó kérdésnek csak jellegzetes hanglejtése van és lényeges benne a vagy kötőszó: Sajtos vagy szalámis kenyeret kérsz?
A kiegészítendő kérdő mondat mindig legalább egy bizonyos kérdő névmással (ki?, mi?, milyen?, mennyi? stb.) vagy kérdő határozószóval (mikor?, hol?, meddig? stb.) kezdődik, azzal, amelyik arra vonatkozik, amit a beszélő meg akar tudni.
Egy olyan nyelvben, mint például a francia, a legtöbb esetben ugyanazt a kérdést többféleképen lehet megfogalmazni, részben nyelvi regisztertől függően. Az eldöntendő kérdésnek három változata van, kiegészítendő kérdéseknek pedig, attól függően, hogy melyik mondatrészre vonatkoznak, kettő, három, négy vagy öt. Példaként a ’Hol lakik (ő)?’-t jelentő kérdés változatai:
- Où il habite ? – csak jellegzetes hanglejtés – a szokásos és a fesztelen regiszterben;
- Où est-ce qu’il habite ? – jellegzetes hanglejtés + est-ce que kérdő szókapcsolat – a szokásos és a választékos regiszterben;
- Où habite-t-il ? – jellegzetes hanglejtés + az alanyt kifejező személyes névmás és az állítmány helyének felcserélése – a választékos regiszterben;
- Il habite où ? – jellegzetes hanglejtés + kérdőszó a mondat végén – a fesztelen regiszterben;
- Où qu’il habite ? – jellegzetes hanglejtés + que-re redukált est-ce que – az ún. népies regiszterben.

#### Logikai minősége szerint
E kritérium szerint állító és tagadó mondatok különböztethetők meg.
Általában az állító mondatnak nincs egyéb jele, mint az, hogy nincs benne tagadás, bár vannak olyan módosítószók, amelyek mondatba iktatva vagy mondatszókként jelei állító mondatnak: (románul) da ’igen’, ba da ’de igen’, firește ’természetesen’, fără îndoială ’kétségkívül’ stb.
A tagadás több mondatrészre vonatkozhat. Egyes nyelvészek szerint akármelyik esetben egy ilyen mondat tagadómondat, például A gyermek nem készítette el a feladatát, Nem a gyermek készítette el a feladatát, és A gyermek nem a feladatát készítette el is. Mások úgy vélik, hogy csak a tagadott állítmányú mondat tagadómondat. Az a nézet is létezik, hogy tagadott állítmányú mondat is csak akkor tagadó, ha hamissá változtat egy igaz állítást, azaz ha olyan állító mondattal egyenlő, amely elé azt tesszük, hogy Nem igaz, hogy…: Feri magasabb az apjánál vs. Feri nem magasabb az apjánál = Nem igaz, hogy Feri magasabb az apjánál. Viszont egy olyan mondat, mint Sok virágnak nincs illata nem tagadó, mivel nem egyenlő a Nem igaz, hogy sok virágnak van illata mondattal.
A magyarban a tagadás jele legalább egy tagadószó jelenléte a mondatban, illetve a létige nincs(enek) igealakjai a van(nak) helyett. Azok a tagadószók, amelyek egyedül valósíthatják meg a tagadást, a magyarban a nem, a se(m), a ne és a se (az utóbbi kettő feltételes vagy felszólító módú állítmánnyal), elégségeseknek minősülnek. A többiek, azaz a senki, semmi, semmilyen, semennyi stb. tagadó névmások és a sehol, sehova, semmikor, semeddig stb. tagadó határozószók nem elégségesek tagolt mondatban, csak mellékesek. Mellékes tagadószó használatával kétszeres tagadás keletkezik: Nincs itt senki; Ne menj sehova! A mondatban lehet több mint egy mellékes tagadószó is: Soha senkiét el nem vette volna.
Egy olyan nyelv sztenderd változatában, mint a francia, néhány kivétellel csak két tagadószóval szabályos a tagadás. A magyarban egyedül használt tagadószóknak az állítmányt vagy ennek segédigéjét közrefogó ne és pas felel meg (Nous ne le savons pas ’Nem tudjuk’), miközben a magyar kétszeres tagadásnak megfelelő szerkezetben a pas-t helyettesítik a magyar mellékes tagadószóknak a megfelelői: Nous ne savons rien ’Nem tudunk semmit’.
Az angol olyan nyelv, amely sztenderdjében nem szabályos a kétszeres tagadás, azaz vagy csak a magyar elégséges tagadószóknak a megfelelőjét, vagy csak a magyar mellékes tagadószóknak a megfelelőiből lehet használni.

#### Szerkezete szerint
Az egyszerű mondat lehet mindenekelőtt tagolatlan vagy tagolt.
A tagolatlan mondatból hiányzik az alany–állítmány viszony, ami nem is szükséges. Az ilyen típusú mondatokat két alkategóriába lehet csoportosítani:
- A mondat szerkesztetlen, ha egyetlen szóból áll, amely nem ige: Szia!, Teringettét!
- Szerkesztett mondat az, amely legalább egy ige nélküli szószerkezetből áll: Azt a hét meg a nyolcát!

A tagolt mondatnak legalább állítmánya van. Többféle fajtája létezik. Bizonyos szempontból lehet minimális vagy bővített.
- Létezik csak állítmányból álló minimális tagolt mondat, az, amelyik időjárási jelenséget fejez ki: Villámlik. A minimális mondat állhat csak alanyból és állítmányból (A nyúl fut),[21] vagy ezekből a mondatrészekből és egy olyan vonzatból, amely nélkül nem alkotható mondat. Példák: Kati a könyvet olvassa, amelyben a tárgy (a könyvet) nélkülözhetetlen, mivel az állítmány tárgyas ragozású ige; Zsófi jártas a matematikában, melyben az állítmány nem működik vonzathatározó nélkül.[22]
- A bővített mondat olyan mondatrészeket tartalmaz, amelyek nélkül a mondat minimális marad: Kati a tőlem kapott könyvet olvassa.

Egy másik szempontból a tagolt mondat lehet teljes vagy hiányos.
- A teljes mondatban megvannak az összes olyan mondatrészek, amelyek szükségesek az adott kommunikációs szándék megvalósításához: (románul) Mama a venit ieri ’Anyu tegnap jött meg’.
- A hiányos mondat az adott beszédhelyzetben lényeges mondatrészekre korlátozódik, de a hiányzó részeket a címzett többé-kevésbé könnyen beleérti. Az ilyen mondat lehet töredékes vagy kihagyásos. Az előző esetében a hiányzó mondatrész(ek) könnyen kikövetkeztethető(k) a beszédhelyzetből. Főleg párbeszédekben van jelen: (románul) – Cine a venit? – Mama ’– Ki jött meg? – Anyu’. Az utóbbi esetben a hiányzó részeket nehezebben és csak hozzávetőlegesen lehet kikövetkeztetni, mivel hiányos a kontextus: (románul) Noi atunci – după el ’Akkor mi – utána’. Beleérthető indultunk, mentünk, futottunk stb.

### Mondatrészek
A hagyományos grammatikában mondatrészeknek nevezik azokat a szavakat vagy szócsoportokat, amelyek a mondategységen belül, legyen az egyszerű mondat vagy összetett mondat tagmondata, szintaktikai funkciókat töltenek be, és szintaktikai viszonyok fűzik őket össze.
A magyar grammatikák megkülönböztetik mondatrészekként az állítmányt, az alanyt, a tárgyat, különféle határozókat és a jelzőt.

### Az összetett mondat
Az összetett mondat két vagy több mondategységet tartalmaz, melyek ebben az esetben tagmondatok, ellentétben az egyszerű mondattal, mely csak egy mondategységből áll. A köztük való viszony szerint az összetétel lehet szervetlen vagy szerves. Az utóbbiban két megadott tagmondat egymásközti viszonya lehet mellérendelő vagy alárendelő. Az alárendeléses összetett mondatokban egyes mondatok mondatrészkifejtők, mások pedig nem fejtenek ki mondatrészt. E kategóriák mindegyikéhez tartozó mondatok sajátos jelentéstartalmat is kifejezhetnek.

### Közvetlen források
- (románul) Avram, Mioara. Gramatica pentru toți (Grammatika mindenkinek). Bukarest: Humanitas. 1997. ISBN 973-28-0769-5
- Balogh Dezső – Gálffy Mózes – J. Nagy Mária. A mai magyar nyelv kézikönyve. Bukarest: Kriterion. 1971
- (angolul) Bussmann, Hadumod (szerk.) Dictionary of Language and Linguistics Archiválva 2022. január 23-i dátummal a Wayback Machine-ben (Nyelvi és nyelvészeti szótár). London – New York: Routledge. 1998. ISBN 0-203-98005-0 (Hozzáférés: 2017. november 12.)
- (románul) Constantinescu-Dobridor, Gheorghe. Dicționar de termeni lingvistici (Nyelvészeti terminusok szótára). Bukarest: Teora, 1998; az interneten: Dexonline (Hozzáférés: 2017. november 12.)
- (angolul) Crystal, David. A Dictionary of Linguistics and Phonetics (Nyelvészeti és hangtani szótár). 6. kiadás. Blackwell Publishing. 2008. ISBN 978-1-4051-5296-9 (Hozzáférés: 2017. november 12.)
- Cs. Nagy Lajos. A mondattan és a mondat általános kérdései. In A. Jászó Anna (szerk.) A magyar nyelv könyve. 8. kiadás. Budapest: Trezor. 2007. ISBN 978-963-8144-19-5. 321–344. o. (Hozzáférés: 2017. november 12.)
- (franciául) Dubois, Jean et al. Dictionnaire de linguistique (Nyelvészeti szótár). Párizs: Larousse-Bordas/VUEF. 2002 (Hozzáférés: 2023. június 6.)
- (franciául) Grevisse, Maurice – Goosse, André. Le bon usage. Grammaire française (A jó nyelvhasználat. Francia grammatika). 14. kiadás. Bruxelles: De Boeck Université. 2007. ISBN 978-2-8011-1404-9 (Hozzáférés: 2023. június 6.)
- (franciául) Kalmbach, Jean-Michel. La grammaire du français langue étrangère pour étudiants finnophones (A francia mint idegen nyelv grammatikája finn ajkú hallgatóknak). 1.5. változat. Jyväskylä-i Egyetem. 2017. ISBN 978-951-39-4260-1 (Hozzáférés: 2017. november 12.)
- (szerbül) Klajn, Ivan. Gramatika srpskog jezika (A szerb nyelv grammatikája). Belgrád: Zavod za udžbenike i nastavna sredstva. 2005. ISBN 86-17-13188-8 (Hozzáférés: 2023. június 6.)
- Kugler Nóra. Mondattan. Magyar Nyelvőr. 123. évf., 1999. 1. sz. ISSN 1585-4515. 88–108. o. (Hozzáférés: 2020. március 9.)
- (franciául) Mauger, Gaston. Grammaire pratique du français d’aujourd’hui (A mai francia nyelv gyakorlati grammatikája). 4. kiadás. Párizs: Hachette. 1971
- P. Lakatos Ilona (szerk.). Grammatikai gyakorlókönyv (mintaelemzésekkel és segédanyagokkal). Budapest: Bölcsész Konzorcium. 2006. ISBN 963-9704-28-8 (Hozzáférés: 2017. november 12.)

### Közvetett források
- (angolul) Bloomfield, Leonard. Language (A nyelv). New York: Holt. 1933
- Deme László. A beszéd és a nyelv. Budapest: Tankönyvkiadó. 1976
- (németül) Seidel, Eugen. Geschichte und Kritik der wichtigsten Satzdefinitionen (A főbb mondatdefiníciók története és kritikai elemzése). Tübingen: Fromann. 1935